# OpenLayers
OpenLayers est un logiciel libre, publié sous licence BSD. Il constitue une bibliothèque logicielle de fonctions JavaScript assurant un noyau de fonctionnalités orienté vers la mise en place d'applications clientes Web cartographiques fluides. OpenLayers permet d'afficher des fonds cartographiques tuilés ainsi que des marqueurs provenant d'une grande variété de sources de données.
Une partie de cette bibliothèque permet aussi de gérer l'ergonomie proposée à l'utilisateur, mais ce n'est pas directement son rôle. 
Il a longtemps été utilisé par OpenStreetMap qui utilise maintenant Leaflet.

## Caractéristiques
OpenLayers prend en charge les données GeoRSS, KML (Keyhole Markup Language), GML (Geography Markup Language), GeoJSON et les données cartographiques de toute source utilisant les normes OGC comme Web Map Service (WMS) ou Web Feature Service (WFS).